# TI-84 Plus

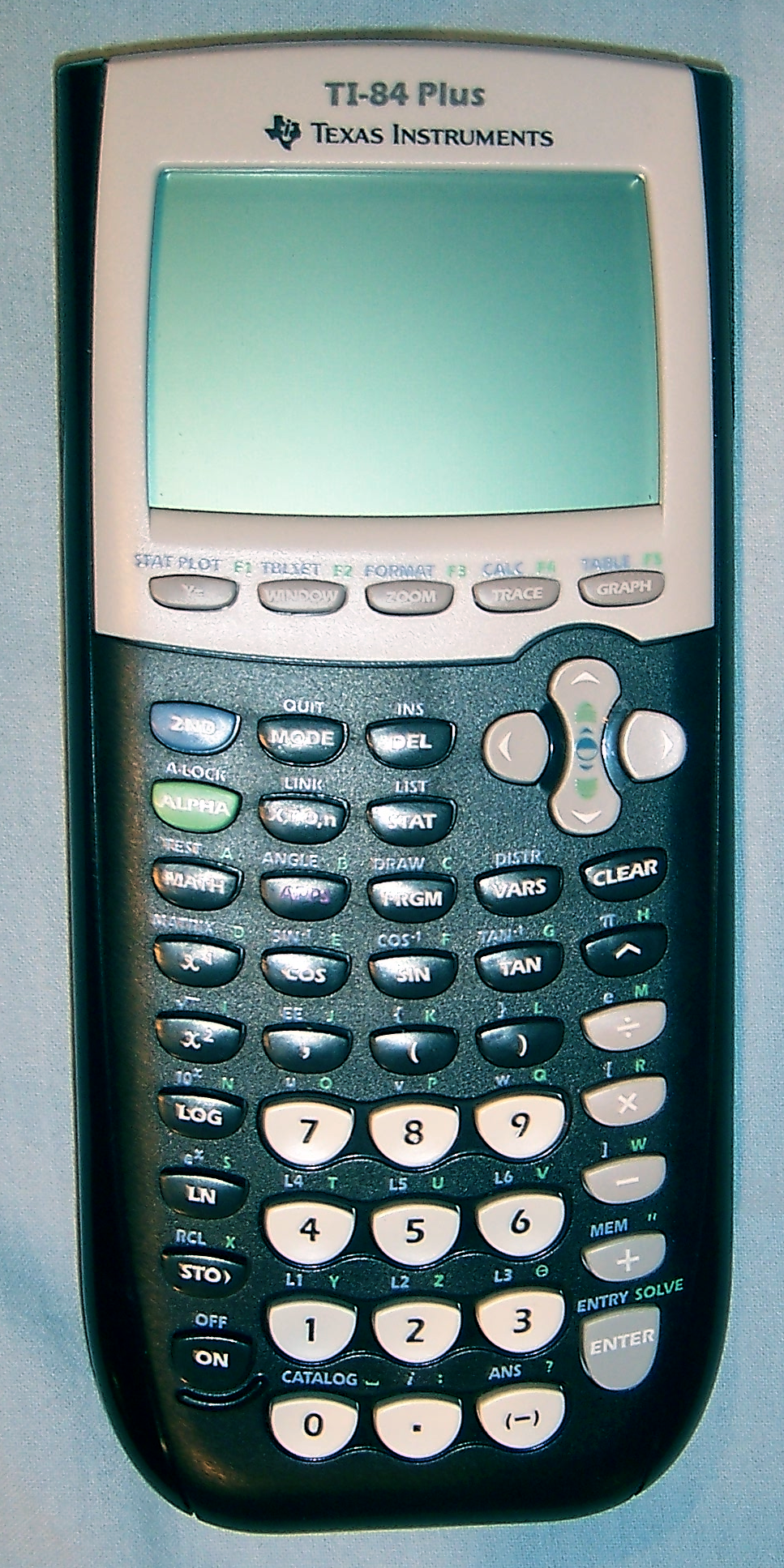
TI-84 Plus

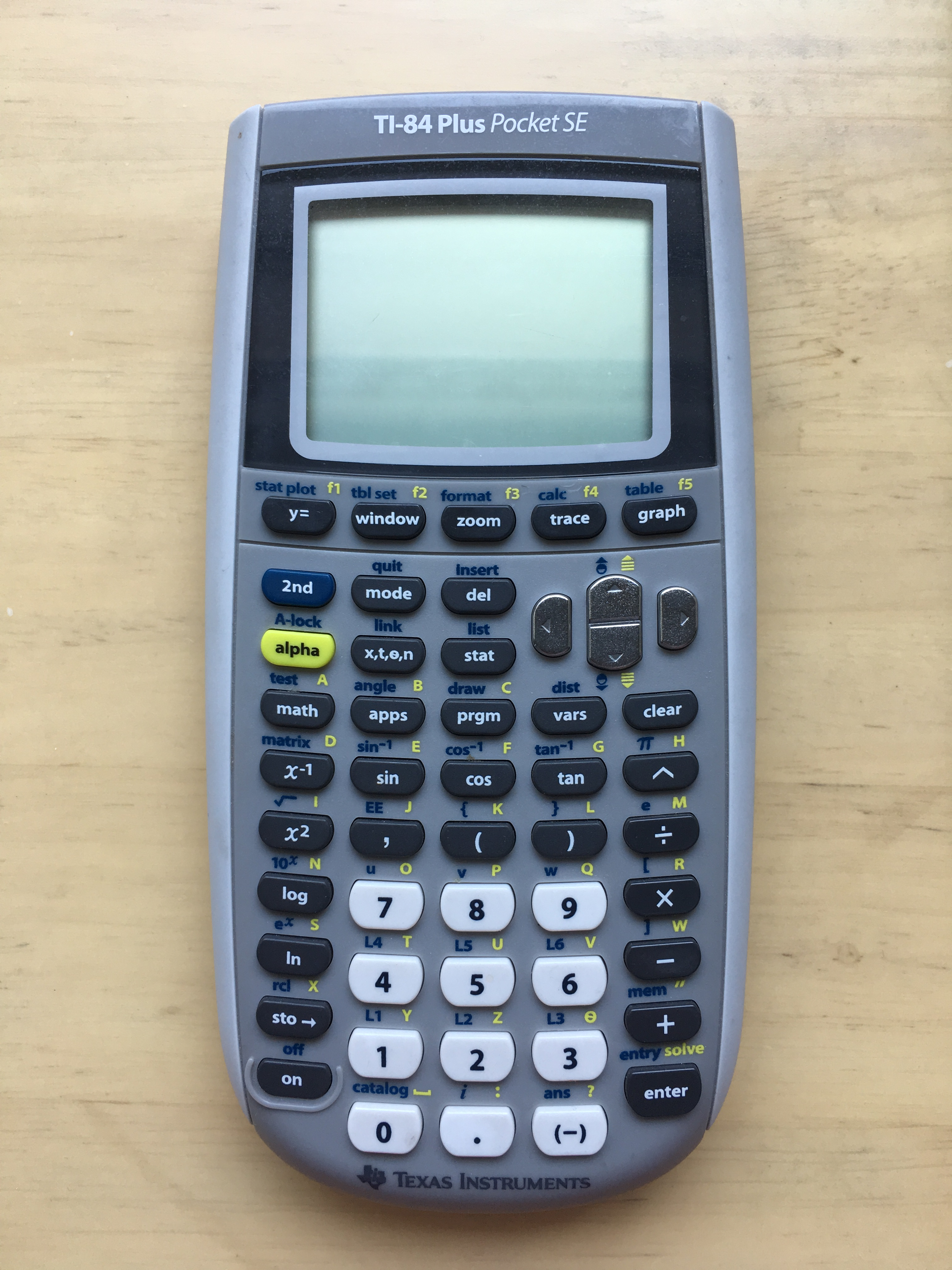
针对法国和亚洲市场发布的 TI-84 Plus Pocket SE

TI-84 Plus是德州仪器生产的一款图形计算器，是TI-83 Plus的升级版。

## 技术特性
- 中央处理器(CPU): Zilog Z80 15 MHz
- ROM：480 KB
- RAM：24 KB
- 显示：
  - 文字：16×8 字符（正常字体）
  - 图象：96×64 像素，单色